# Hubert Bonin
 (juin 2024).
Il peut être nécessaire de l'améliorer pour respecter le principe de neutralité de point de vue. Veuillez consulter la page de discussion pour plus de détails.

 (mai 2022).
Les informations dans cet article sont mal organisées, redondantes, ou il existe des sections bien trop longues. Structurez-le ou soumettez des propositions en page de discussion.
Avec le temps, il arrive que le contenu présent dans un article devienne désordonné. Il est souvent nécessaire de réorganiser l'article de fond en comble.
- Il faut tout d’abord répartir le contenu de l'article en plusieurs sections. Les informations doivent ensuite être exposées clairement et le plus synthétiquement possible, regroupées par sujet afin d'éviter les doublons. Quelqu'un cherchant une information précise doit pouvoir la trouver rapidement en lisant la section appropriée.
- À l'intérieur de chaque section, le texte, souvent initialement sous la forme de phrases éparses, doit être regroupé dans des paragraphes de quelques lignes, en assurant un enchaînement logique et une cohérence entre les phrases.
- Lorsque l'article ou l'une de ses sections développe trop longuement un point qui n'est pas dans le cœur du sujet traité, il convient de faire une synthèse et de transférer l'ancien contenu dans des articles plus appropriés (en cas de transfert, il faut impérativement respecter la procédure Aide:Scission).

Si vous pensez que ces points ont été résolus, vous pouvez retirer ce bandeau et améliorer le plan d'un autre article.
 (décembre 2022).
 (mars 2022).
Pour les articles homonymes, voir Bonin.
Hubert Bonin, né le 25 juin 1950, est un historien français. Il a participé au développement de l'école française d'histoire économique, d'histoire bancaire et d'histoire des entreprises, dans le sillage de la génération des pionniers et des fondateurs, parmi lesquels son directeur de thèse Maurice Lévy-Leboyer, de l'université de Paris-Nanterre.

## Biographie académique
Originaire de Lyon, il est ancien élève (1969-1973) de l'École normale supérieure de Saint-Cloud (aujourd'hui ENS de Lyon), agrégé d'histoire (1972) et docteur d'État-ès-lettres (Université de Paris-Nanterre en 1995, sous la direction de Maurice Lévy-Leboyer). Il a été professeur à l’Institut d'études politiques de Bordeaux, de 1995 à 2014 - date de sa retraite avec le grade de « professeur de classe exceptionnelle ». Auparavant, il avait été professeur dans trois collèges successifs de l'enseignement secondaire, chargé de recherches dans trois entreprises, et maître de conférences à l'actuelle université Bordeaux-Montaigne (1987-1995).
Il a enseigné dans les masters Gouvernance des institutions & des organisations-Management public (Sciences Po Bordeaux), Droit & administration des établissements culturels (Université de Bordeaux IV/IEP) et Économie du développement-Histoire économique (Université Bordeaux IV). De septembre 2000 à septembre 2006, il a été responsable du service Stages & partenariats d’entreprises à Sciences Po Bordeaux et co-responsable de parcours de master II. Il a dirigé des thèses au sein de l’École doctorale de sciences économiques de l’Université de Bordeaux et nombre de mémoires de maîtrise ou de DEA. Il est membre associé du centre de recherche BSE-Bordeaux Sciences Economiques-BSE (Université de Bordeaux), issu de la fusion en 2021 du Groupe de Recherche en Économie Théorique & Appliquée (GREThA-UMR 5113) et du LAREFI.[réf. souhaitée]

## Des responsabilités collectives
Il a été membre du bureau et trésorier de l’Association française des historiens économistes ; il a été secrétaire général (entre 2015 et 2017) et trésorier (entre 2000 et 2017) de la Société française d’histoire des outre-mers (SFHOM). Il a siégé au comité de direction de l’European Business History Association (EBHA) pendant six ans et au conseil éditorial de la revue américaine Enterprise & Society pendant quatre ans, et, jusqu'à la fin de 2017, au conseil scientifique du Comité d’histoire de la Société générale et de l’Association pour l’histoire de BNP Paribas. Il a participé à des ouvrages collectifs publiés en hommage à un collègue et a eu la co-responsabilité de plusieurs d’entre eux (Robert Lafore, Roger Nougaret, Michel Favory, François-Charles Mougel, Dominique Lacoue-Labarthe, Dominique Barjot - à paraître).

## Les préceptes de l'école d'histoire d'entreprise(business history)
H. Bonin est spécialiste d’histoire bancaire et financière, mais aussi de l’histoire des entreprises et des organisations tertiaires, de l’esprit d’entreprise et du négoce et de la banque ultramarines – il a animé les programmes L’esprit économique impérial (Investment Banking History) et Les flux bancaires et financiers entre l’Asie et le reste du monde (Colonial and Imperial Banking). L'histoire de l'économie des outre-mers coloniaux constitue une branche de recherche constante depuis quarante ans.La philosophie de ses recherches et publications est de confronter l'histoire locale et régionale (Bordeaux et l'Aquitaine, notamment, et celle des places bancaires provinciales) à l'histoire nationale française et à l'histoire de leur insertion dans les flux d'informations, d'argent, de biens à l'échelle coloniale, européenne et internationale, en en appréciant les emboîtements et les rythmes. La collecte d'archives publiques et d'archives de banques et d'entreprises, ainsi que le recueil de témoignages d'acteurs des entreprises et des banques (histoire orale) lui servent de leviers à la reconstitution des initiatives représentatives de l'esprit d'entreprise, essentiellement dans le secteur tertiaire (banques, négoce), mais avec quelques échappées vers l'industrie (Ford, les sociétés industrielles durant la Première Guerre mondiale). Une démarche souvent suivie est d'imbriquer le portefeuille de compétences de l'histoire d'entreprise et de l'histoire bancaire dans la grille d'analyse des sciences de gestion concernant la "gestion de firme" (stratégies, pratiques, enracinement, construction d'une culture d'entreprise, lutte contre l'inertie, combats contre la "fièvre de croissance") et l'évolution des organisations patronales - comme, en 2024-20258, la Chambre de commerce et d'industrie de Bordeaux-Gironde pour son histoire entre 1984 et 2024.
Un programme de recherche, individuel et collectif, a porté sur l'histoire économique de la Première Guerre mondiale, du côté français. Outre divers articles ou chapitres de livres collectifs (dans la revue Guerres mondiales & conflits contemporains), ont été publiés trois ouvrages: La France dans la guerre économique en 1914-1919, Bordeaux & la Gironde dans la guerre économique en 1914-1919 et La firme Schneider en 1914-1919). Le colloque « Vins & Alcools pendant la Première Guerre mondiale » s'est tenu à Bordeaux les 2 et 3 octobre 2017 (aux Archives départementales de la Gironde), et ses actes ont été publiés en 2018 chez l'éditeur Féret. Les actes du colloque Bordeaux et la Gironde de l'armistice à la paix (1918-1920) ont été publiés en 2020.

## La priorité à l'histoire bancaire
L'histoire bancaire est la base des recherches d'H. Bonin. Il a publié des monographies, girondines (Crédit agricole d'Aquitaine, Société bordelaise de CIC), nationales (Crédit agricole en 1951-2001, etc.) ou ultramarines (Crédit foncier d'Algérie et de Tunisie, Compagnie Algérienne). Un vaste programme de recherche est consacré à l'histoire de la Société générale : les volumes I (1864-1890) et II (1890-1914) sont parus en 2006 et en 2019 chez l'éditeur genevois Droz, puis le tome III (1914-1922) en 2023. Nombre d'articles et de chapitres de livres collectifs ont scruté l'ancrage régional des banques, leur développement international, leurs portefeuilles de savoir-faire et leur mode de gestion, et leur capacité de résistance aux crises. Le métier de banque d'affaires et d'entreprise constitue l'un des axes de réflexion, comme quand est reconstituée la relation entre le groupe Saint-Gobain et ses banquiers dans le cadre d'un livre (2020). L'histoire de la banque d'émission et d'escompte qu'était la Banque de Bordeaux en 1818-1848 et de la création de la succursale de la Banque de France à Bordeaux en 1848 a été publiée en 2023.
Quelques concepts ont émergé. Le premier, évident, a consisté à utiliser les monographies de banques comme levier pour méditer sur "la gestion de firme" : les méthodes de gestion comptable pertinentes, notamment pour les fonds propres et les réserves collatérales, la mobilisation d'une culture d'entreprise adaptée à la gestion des risques grâce à un capital d'expérience complétant le capital de compétences, le tissage de réseaux dans le cadre de la "banque relationnelle", l'innovation, comme à propos des "crédits spécialisés". Le rôle des banques d'affaires dans la restructuration des entreprises a été scruté ainsi que dans la vie des places boursières; l'histoire de la Société générale fournit nombre d'occasions de scruter ces modes de gestion. L'ascension du Crédit agricole vers sa puissance actuelle a été reconstituée en 2020 dans le cadre de la célébration du centenaire de la Caisse nationale.

## Donner un sens académique à l'histoire des entreprises
Tout en étant un historien académique, astreint à des exigences de recherche et d'objectivité, H. Bonin a été appelé par diverses entreprises à reconstituer leur histoire, dans le cadre de « l'histoire commissionnée » ("public history") et de la communication institutionnelle, et ce, depuis de tout-premiers ouvrages sur la Compagnie financière de Suez et sur la Compagnie française de l'Afrique occidentale-CFAO. Divers livres ont été publiés à propos de sociétés du Sud-Ouest (Société bordelaise de CIC, Marie Brizard, Crédit agricole de Gironde, Crédit agricole du Lot-et-Garonne, Faure frères) ou nationales (Crédit du Nord, Ford, Crédit agricole). Le secteur tertiaire est privilégié, que ce soit la banque, le négoce, la logistique (Balguerie Worldwide Services) ou le monde du vin (Cruse). Les enjeux de la géo-économie sont devenus toujours plus essentiels, afin de replacer la stratégie et l'action des entreprises (dont les banques ou le vin girondin) dans l'environnement de leur système productif local, dans leur écosystème sectoriel et dans leur cadre concurrentiel, avec la prise en compte des enjeux de la puissance maritime ou aérienne. Insérer l'évolution de la Société générale dans son histoire de long terme permet, à travers plusieurs ouvrages et articles, de mieux faire comprendre les mutations de cette banque, ses changements stratégiques ou même ses quatre crises managériales. Divers ouvrages ont pris en compte les liens entre les services publics et l'économie d'entreprise,.

## Insérer l'histoire de Bordeaux dans une histoire générale
H. Bonin a consacré de nombreuses publications à la reconstitution de divers pans de l'histoire bordelaise, surtout en histoire bancaire (Société bordelaise de CIC, Crédit agricole, Banque de Bordeaux en 1818-1848), en histoire commerciale et maritime, en histoire économique et à propos de l'histoire de la Première Guerre mondiale ou de Juin 1940. Il s'est associé à des projets de réflexion sur l'histoire et la mémoire du système productif transatlantique colonial et esclavagiste, sur l'histoire générale de Bordeaux et sur la multimodalité des transports, l'histoire régionale prenant davantage de sens quand elle est insérée dans les flux de problématiques générales, propices à une histoire comparative. Il a développé des investigations à propos de l'histoire de l'économie viti-vinicole (compétitivité du système productif local, système du luxe, maisons de négoce, telle Cruse).

## Le concept de "banque impériale"
Un concept, dans la ligne de David-Kenneth Fieldhouse, aura été celui de "banque impériale" (en anglais; imperial banking) : des banques actives dans l'empire colonial se transforment peu à peu en banques multinationales en élargissant le champ de leurs activités, soit au service de l'ouverture économique de l'empire, soit, de plus en plus, pour faire fructifier leur capital de compétences dans des espaces proches, comme la Banque de l'Indochine en Asie ou le Crédit foncier d'Algérie & de Tunisie à l'échelle de la Méditerranée, le cas le plus typique ayant été celui d'HSBC, depuis sa base de Hong Kong. C'est le cas en Chine, notamment. H. Bonin a inséré ces investigations d'histoire ultramarine dans un ensemble de publications sur "l'esprit économique impérial" et l'histoire de l'empire colonial français, dans le cadre de contributions à la reconstitution (critique) de l'insertion de la colonisation dans l'histoire économique.
Dans ce cadre, un programme à long terme a été consacré à l'histoire des banques et des entreprises clientes à Hong Kong et dans les concessions françaises en Chine, à reconstituer leur stratégie dans l'environnement politique, militaire et économique, et à préciser leur déploiement commercial dans les régions étudiées. Il s'agit d'une histoire "ouverte" puisque les enjeux géoéconomiques sont au cœur de ces études. Le patriotisme économique français y est placé au coeur d'une histoire connectée avec l'histoire du capitalisme en Extrême-Orient et avec l'histoire économique chinoise. Plusieurs séjours de travail (colloques) en Chine (en particulier : Tianjin, Beijin, Shanghai, Wuhan, Guangzhou) et des cours à l'Université Sun Yan Tsen de Guangzhou (entre 2018 et 2020) ont permis de comprendre l'enracinement spatial des communautés patronales françaises. Des livres, dont un ouvrage collectif et des articles ont consacré ces recherches.